# Russell Hogg
Russell Hogg (* 1. Juli 1968 in Dunfermline; † 17. September 2012) war ein Badmintonspieler aus Schottland. 

## Karriere
Russell Hogg wurde 1991 erstmals schottischer Meister. Zehn weitere Titel folgten bis 2003. 1991, 1993 und 2003 nahm er an den Badminton-Weltmeisterschaften teil. International siegte er unter anderem in Gibraltar International, Slowenien, Irland und Kroatien. 
Zum Zeitpunkt seines Todes wurde er an Position 3 in der Einsatzliste für Einsätze als Nationalspieler für Schottland geführt. Er starb an den Folgen von Hautkrebs.

## Sportliche Erfolge
| Saison | Veranstaltung                       | Disziplin    | Platz | Name                               |
| ------ | ----------------------------------- | ------------ | ----- | ---------------------------------- |
| 1984   | Schottland: Juniorenmeisterschaften | Herrendoppel | 1     | Gary Stangoe / Russell Hogg        |
| 1985   | Schottland: Juniorenmeisterschaften | Mixed        | 1     | Russell Hogg / Elinor Allen        |
| 1985   | Schottland: Juniorenmeisterschaften | Herrendoppel | 1     | Alan McMillan / Russell Hogg       |
| 1986   | Schottland: Juniorenmeisterschaften | Herrendoppel | 1     | Paul Hulme / Russell Hogg          |
| 1986   | Schottland: Juniorenmeisterschaften | Mixed        | 1     | Russell Hogg / Catriona Halliday   |
| 1990   | Gibraltar International             | Herrendoppel | 1     | Ian Tesdale / Russell Hogg         |
| 1991   | Schottland: Einzelmeisterschaften   | Herrendoppel | 1     | Kenny Middlemiss / Russell Hogg    |
| 1991   | Weltmeisterschaft                   | Herrendoppel | 17    | Russell Hogg / Kenny Middlemiss    |
| 1991   | Schottland: Juniorenmeisterschaften | Mixed        | 1     | Bill Hogg / Christine McArthur     |
| 1992   | Amor International                  | Herrendoppel | 1     | Russell Hogg / Kenny Middlemiss    |
| 1992   | Gibraltar International             | Herrendoppel | 1     | R. Outerside / Russell Hogg        |
| 1992   | Gibraltar International             | Mixed        | 1     | Russell Hogg / Julie Stevenson     |
| 1992   | Schottland: Einzelmeisterschaften   | Herrendoppel | 1     | Kenny Middlemiss / Russell Hogg    |
| 1993   | Gibraltar International             | Mixed        | 1     | Russell Hogg / Julie Stevenson     |
| 1993   | Gibraltar International             | Herrendoppel | 1     | Paul Hutchinson / Russell Hogg     |
| 1993   | Schottland: Einzelmeisterschaften   | Herrendoppel | 1     | Kenny Middlemiss / Russell Hogg    |
| 1994   | Schottland: Einzelmeisterschaften   | Herrendoppel | 1     | Kenny Middlemiss / Russell Hogg    |
| 1995   | Schottland: Einzelmeisterschaften   | Herrendoppel | 1     | Kenny Middlemiss / Russell Hogg    |
| 1997   | Slovenian International             | Herrendoppel | 1     | Kenny Middlemis / Russell Hogg     |
| 1997   | Portugal International              | Mixed        | 1     | Russell Hogg / Alexis Blanchflower |
| 1997   | Schottland: Einzelmeisterschaften   | Herrendoppel | 1     | Kenny Middlemiss / Russell Hogg    |
| 1998   | Schottland: Einzelmeisterschaften   | Herrendoppel | 1     | Kenny Middlemiss / Russell Hogg    |
| 1999   | Schottland: Einzelmeisterschaften   | Herrendoppel | 1     | Kenny Middlemiss / Russell Hogg    |
| 2000   | Irish Open                          | Mixed        | 1     | Russell Hogg / Kirsteen McEwan     |
| 2001   | Weltmeisterschaft                   | Mixed        | 33    | Russell Hogg / Kirsteen McEwan     |
| 2001   | Schottland: Einzelmeisterschaften   | Mixed        | 1     | Russell Hogg / Kirsteen McEwan     |
| 2002   | Schottland: Einzelmeisterschaften   | Herrendoppel | 1     | Russell Hogg / Graeme Smith        |
| 2002   | Croatian International              | Mixed        | 1     | Russell Hogg / Kirsteen McEwan     |
| 2003   | Schottland: Einzelmeisterschaften   | Mixed        | 1     | Russell Hogg / Kirsteen McEwan     |